# 吉岡愛理
吉岡 愛理（よしおか あいり、9月28日 - ）は、日本のイラストレーター。フリー。

## 人物
2009年にスクウェア・エニックスを退社。

## 作品

### ゲーム
- アナザー・マインド：キャラクターレタッチ
- サガ フロンティア2：マップグラフィック
- ファイナルファンタジーIX
  - ファイナルファンタジーX
  - ファイナルファンタジーXI：BGデザイン
  - ファイナルファンタジーXII：サブキャラクターデザイン
  - ファイナルファンタジーIV（DSリメイク）：イメージイラスト
- 聖剣伝説DS CHILDREN of MANA：パブリシティーイラストレーター、モンスターのカットイラスト
  - 聖剣伝説 FRIENDS of MANA：ロゴイラスト
  - 聖剣伝説4：モンスターデザイン
  - 聖剣伝説 HEROES of MANA：スペシャルサンクス
- シグマハーモニクス：BGデザイン
- ブラッド オブ バハムート：キャラクターデザイン
- LORD of VERMILION II：カードイラスト
- アライアンス・アライブ：背景美術
- Ever Oasis 精霊とタネビトの蜃気楼：コンセプトアート

### イラスト
- バトルスピリッツ

### 書籍
- 〈魔法剣士ゲラルト〉エルフの血脈
- プロ絵師の技を完全マスター キャラ塗り上達術：厚塗り